# Varen (Tarn-et-Garonne)
Ne doit pas être confondu avec Varennes.
Pour les articles homonymes, voir Varen.
Varen est une commune française située dans le nord-est du département de Tarn-et-Garonne, en région Occitanie. Sur le plan géologique, historique et culturel, la commune est dans le causse de Caylus, au sud du causse de Limogne, occupant une situation de carrefour à la limite du Quercy et du Rouergue.
Exposée à un climat océanique altéré, elle est drainée par l'Aveyron, la Baye, la Seye et par divers autres petits cours d'eau. La commune possède un patrimoine naturel remarquable : un site Natura 2000 (Les « vallées du Tarn, de l'Aveyron, du Viaur, de l'Agout et du Gijou »), un espace protégé (le « cours de la Garonne, de l'Aveyron, du Viaur et du Tarn ») et cinq zones naturelles d'intérêt écologique, faunistique et floristique.
Varen est une commune rurale qui compte 646 habitants en 2022, après avoir connu un pic de population de 1 913 habitants en 1861.  Ses habitants sont appelés les Varennois ou  Varennoises.

## Géographie

### Localisation
La commune de Varen est située à l'extrémité nord-est du Tarn-et-Garonne, à 60 km de Montauban, 45 km d'Albi, 35 km de Villefranche-de-Rouergue. Elle est limitrophe des départements de l'Aveyron et du Tarn.

### Communes limitrophes
Les communes limitrophes sont  Féneyrols, Laguépie, Le Riols, Milhars, Montrosier, Najac, Saint-Martin-Laguépie et Verfeil.
|                   | Verfeil        | Najac (Aveyron)                                        |
| Féneyrols         | Varen          | Laguépie, Le Riols (Tarn)                              |
| Montrosier (Tarn) | Milhars (Tarn) | Saint-Martin-Laguépie (Tarn), Le Riols (Tarn, enclave) |

### Hameaux et lieux-dits
La population à dominante agricole est dispersée sur les villages d'Arnac, de Lexos et sur le bourg de Varen.

### Hydrographie

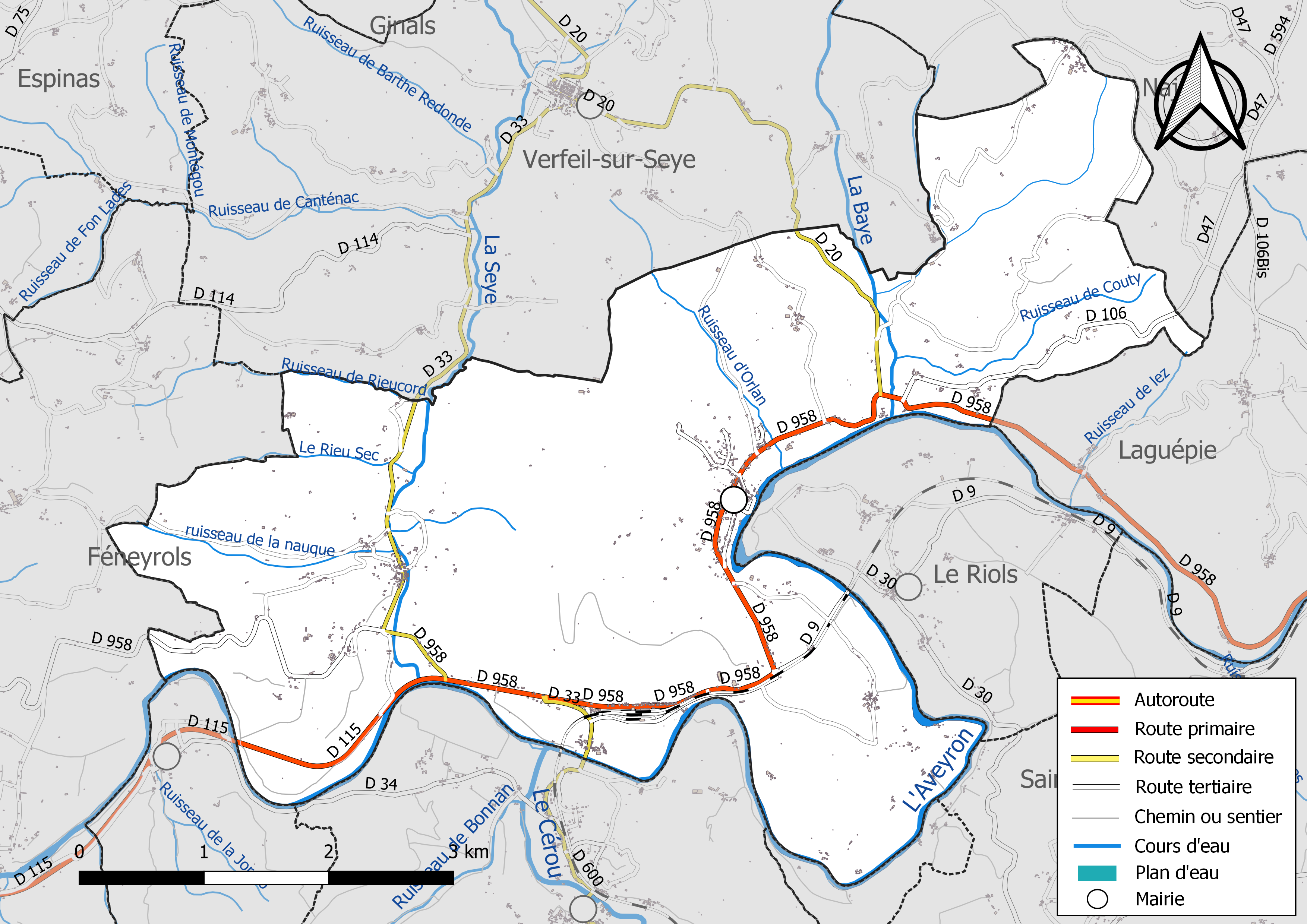
Réseau hydrographique de Varen.

La commune est dans le bassin versant de la Garonne, au sein du bassin hydrographique Adour-Garonne. Elle est drainée par l'Aveyron, la Baye, la Seye, le Rieu Sec, le ruisseau de Couty, le ruisseau de la nauque, le ruisseau de Rieucord, le ruisseau d'Orlan et par divers petits cours d'eau, constituant un réseau hydrographique de 26 km de longueur totale,.
L'Aveyron, d'une longueur totale de 291 km, prend sa source dans la commune de Sévérac d'Aveyron et s'écoule d'est en ouest. Il traverse la commune et se jette dans le Tarn à Barry-d'Islemade, après avoir traversé 60 communes.
La Baye, d'une longueur totale de 15 km, prend sa source dans la commune de Castanet et s'écoule du nord-est au sud-ouest. Elle traverse la commune et se jette dans l'Aveyron sur le territoire communal, après avoir traversé 6 communes.
La Seye, d'une longueur totale de 18,6 km, prend sa source dans la commune de Parisot et s'écoule du nord-est au sud-ouest. Elle traverse la commune et se jette dans l'Aveyron sur le territoire communal, après avoir traversé 5 communes.

### Climat
Pour des articles plus généraux, voir Climat de l'Occitanie et Climat de Tarn-et-Garonne.
En 2010, le climat de la commune est de type climat du Bassin du Sud-Ouest, selon une étude du Centre national de la recherche scientifique s'appuyant sur une série de données couvrant la période 1971-2000. En 2020, Météo-France publie une typologie des climats de la France métropolitaine dans laquelle la commune est exposée à un climat océanique altéré et est dans la région climatique Aquitaine, Gascogne, caractérisée par une pluviométrie abondante au printemps, modérée en automne, un faible ensoleillement au printemps, un été chaud (19,5 °C), des vents faibles, des brouillards fréquents en automne et en hiver et des orages fréquents en été (15 à 20 jours).
Pour la période 1971-2000, la température annuelle moyenne est de 13,1 °C, avec une amplitude thermique annuelle de 16 °C. Le cumul annuel moyen de précipitations est de 832 mm, avec 10,2 jours de précipitations en janvier et 5,8 jours en juillet. Pour la période 1991-2020, la température moyenne annuelle observée sur la station météorologique de Météo-France la plus proche, « St-antonin-teus », sur la commune de Saint-Antonin-Noble-Val à 11 km à vol d'oiseau, est de 13,8 °C et le cumul annuel moyen de précipitations est de 872,1 mm. 
La température maximale relevée sur cette station est de 42,5 °C, atteinte le 27 juin 2019 ; la température minimale est de −14 °C, atteinte le 9 février 2012,,.
Les paramètres climatiques de la commune ont été estimés pour le milieu du siècle (2041-2070) selon différents scénarios d'émission de gaz à effet de serre à partir des nouvelles projections climatiques de référence DRIAS-2020. Ils sont consultables sur un site dédié publié par Météo-France en novembre 2022.

### Milieux naturels et biodiversité

#### Espaces protégés
La protection réglementaire est le mode d’intervention le plus fort pour préserver des espaces naturels remarquables et leur biodiversité associée,.
Un  espace protégé est présent sur la commune : 
le « cours de la Garonne, de l'Aveyron, du Viaur et du Tarn », objet d'un arrêté de protection de biotope, d'une superficie de 1 262,3 ha.

#### Réseau Natura 2000

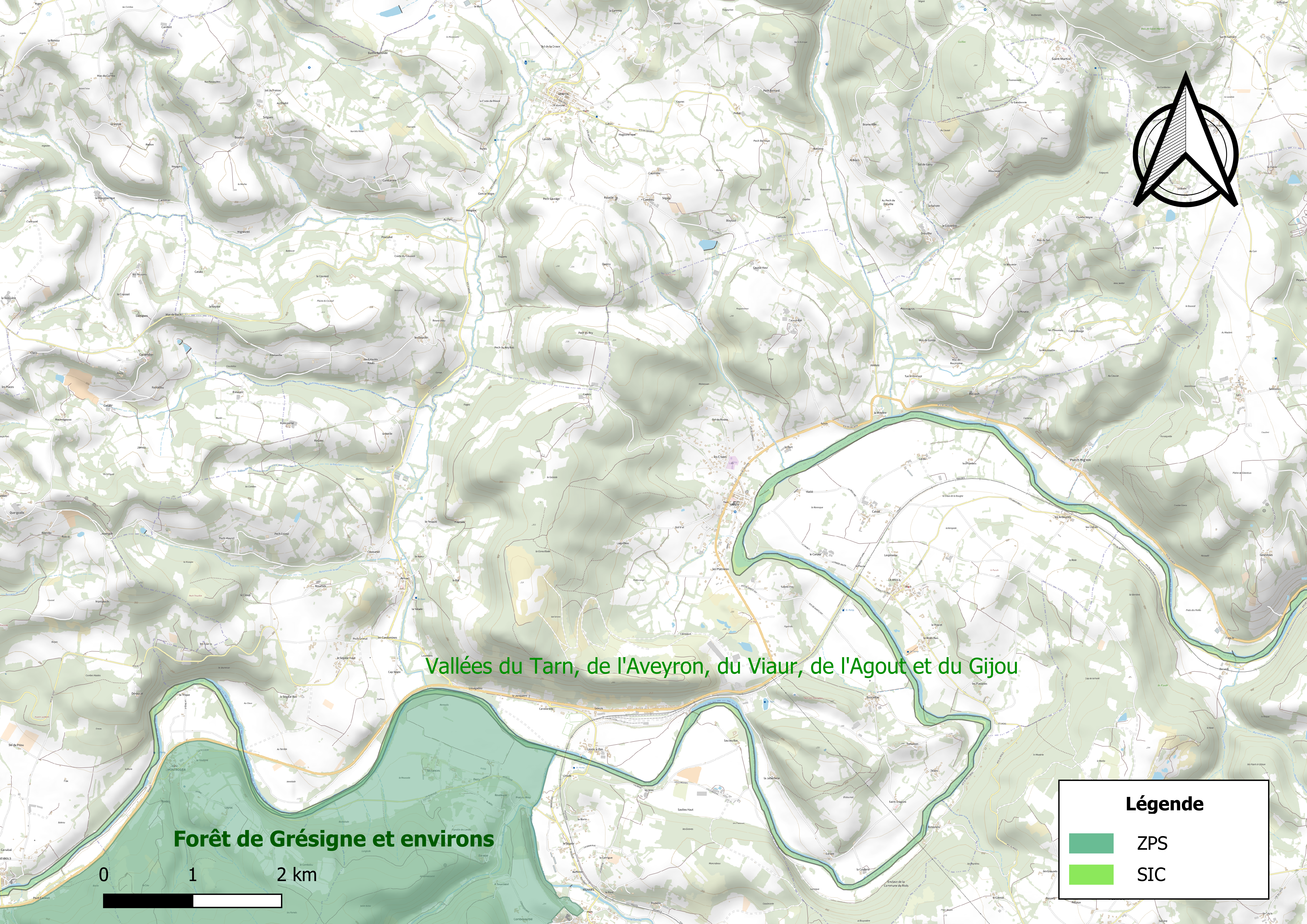
Site Natura 2000 sur le territoire communal.

Le réseau Natura 2000 est un réseau écologique européen de sites naturels d'intérêt écologique élaboré à partir des directives habitats et oiseaux, constitué de zones spéciales de conservation (ZSC) et de zones de protection spéciale (ZPS).
Un site Natura 2000 a été défini sur la commune au titre de la directive habitats : Les « vallées du Tarn, de l'Aveyron, du Viaur, de l'Agout et du Gijou », d'une superficie de 17 144 ha, s'étendant sur 136 communes dont 41 dans l'Aveyron, 8 en Haute-Garonne, 50 dans le Tarn et 37 dans le Tarn-et-Garonne. Elles présentent une très grande diversité d'habitats et d'espèces dans ce vaste réseau de cours d'eau et de gorges. La présence de la Loutre d'Europe et de la moule perlière d'eau douce est également d'un intérêt majeur.

#### Zones naturelles d'intérêt écologique, faunistique et floristique
L’inventaire des zones naturelles d'intérêt écologique, faunistique et floristique (ZNIEFF) a pour objectif de réaliser une couverture des zones les plus intéressantes sur le plan écologique, essentiellement dans la perspective d’améliorer la connaissance du patrimoine naturel national et de fournir aux différents décideurs un outil d’aide à la prise en compte de l’environnement dans l’aménagement du territoire.
Trois ZNIEFF de type 1 sont recensées sur la commune :
- la « forêt de puech Mignon » (204 ha), couvrant 3 communes dont une dans l'Aveyron et deux dans le Tarn-et-Garonne[21] ;
- la « rivière Aveyron » (3 500 ha), couvrant 63 communes dont 38 dans l'Aveyron, cinq dans le Tarn et 20 dans le Tarn-et-Garonne[22] ;
- les « vallées de la Baye, du Jouyre, du Ferran et de Fargues et puechs de Genibrous et Mourtayrol » (2 797 ha), couvrant 8 communes dont trois dans l'Aveyron et cinq dans le Tarn-et-Garonne[23] ;

et deux ZNIEFF de type 2, : 
- la « vallée de l' Aveyron » (14 644 ha), couvrant 68 communes dont 41 dans l'Aveyron, cinq dans le Tarn et 22 dans le Tarn-et-Garonne[24] ;
- la « vallée de la Bonnette et vallée de la Seye » (6 289 ha), couvrant 12 communes du département[25].

Carte des ZNIEFF de type 1 et 2 à Varen.
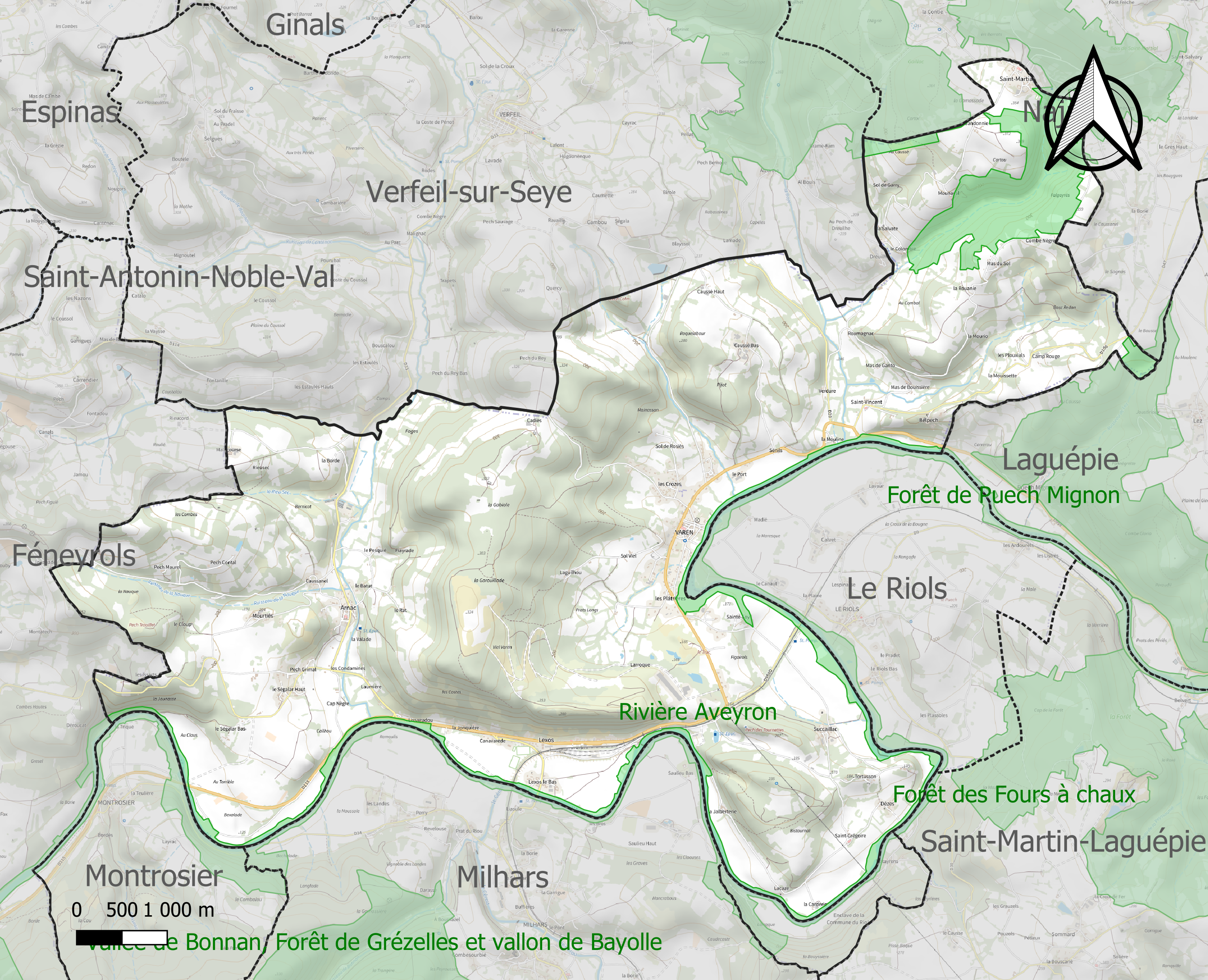
Carte des ZNIEFF de type 1 sur la commune.
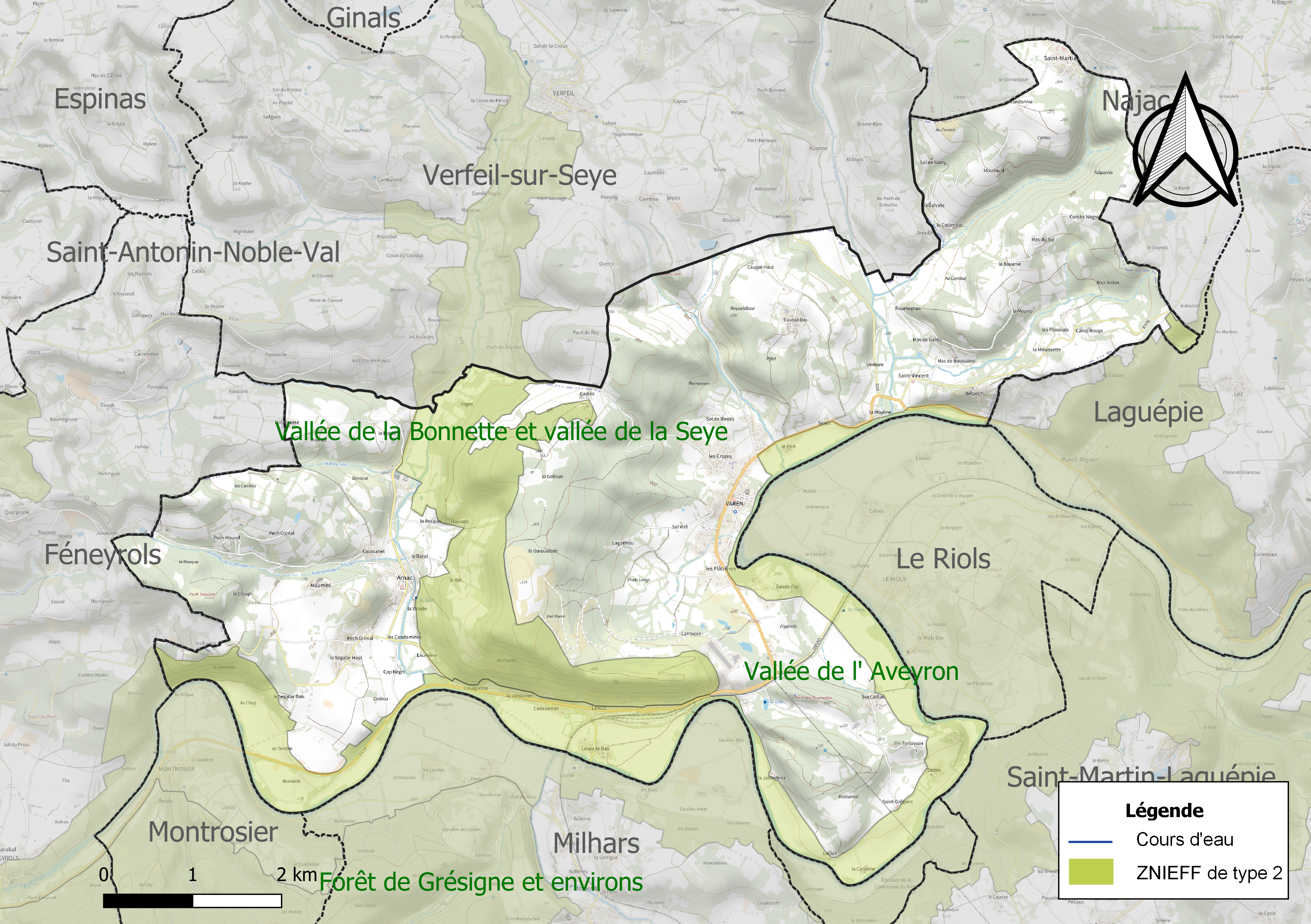
Carte des ZNIEFF de type 2 sur la commune.

## Urbanisme

### Typologie
Au 1er janvier 2024, Varen est catégorisée commune rurale à habitat dispersé, selon la nouvelle grille communale de densité à sept niveaux définie par l'Insee en 2022.
Elle est située hors unité urbaine et hors attraction des villes,.

### Occupation des sols
L'occupation des sols de la commune, telle qu'elle ressort de la base de données européenne d’occupation biophysique des sols Corine Land Cover (CLC), est marquée par l'importance des territoires agricoles (58,6 % en 2018), en augmentation par rapport à 1990 (57,8 %). La répartition détaillée en 2018 est la suivante : 
forêts (37,7 %), zones agricoles hétérogènes (26,4 %), prairies (26,1 %), terres arables (6 %), milieux à végétation arbustive et/ou herbacée (2,3 %), zones urbanisées (1,5 %). L'évolution de l’occupation des sols de la commune et de ses infrastructures peut être observée sur les différentes représentations cartographiques du territoire : la carte de Cassini (XVIIIe siècle), la carte d'état-major (1820-1866) et les cartes ou photos aériennes de l'IGN pour la période actuelle (1950 à aujourd'hui).

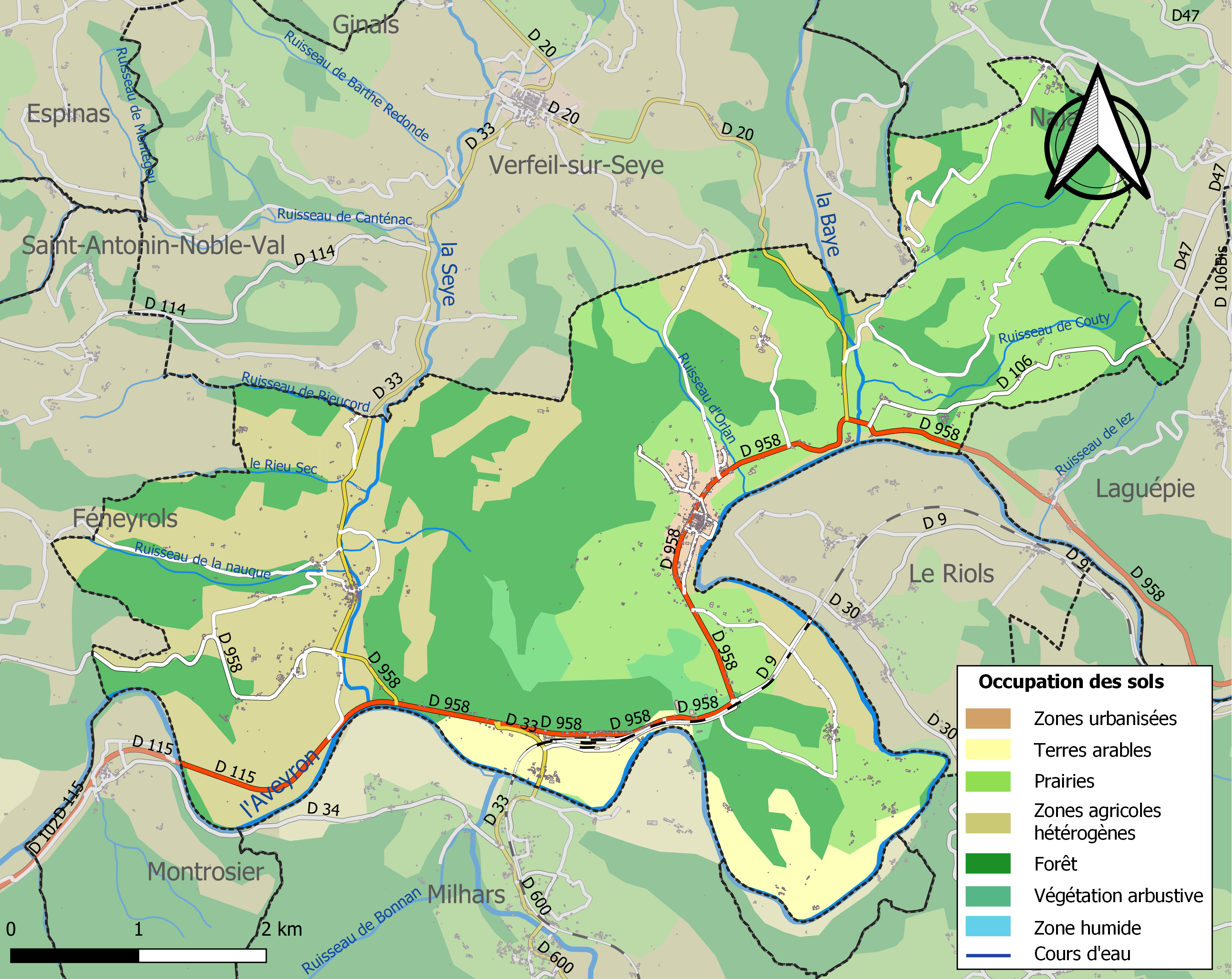
Carte des infrastructures et de l'occupation des sols de la commune en 2018 (CLC).

### Voies de communication et transports

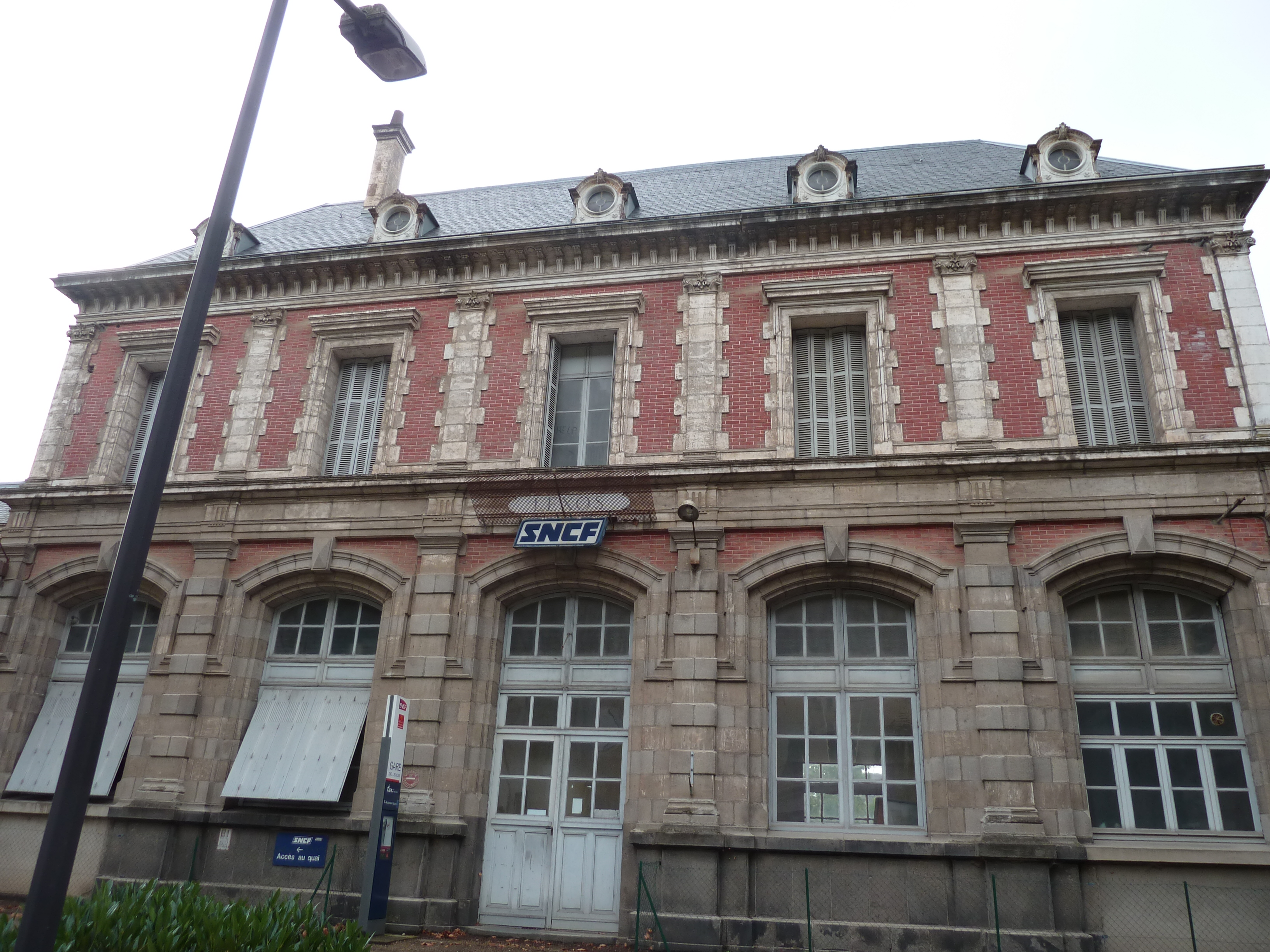
La gare de Lexos.

Elle est desservie par les CD 115 ainsi que la RD 658 et la voie ferrée Toulouse-Paris via Capdenac.

### Risques majeurs
Le territoire de la commune de Varen est vulnérable à différents aléas naturels : météorologiques (tempête, orage, neige, grand froid, canicule ou sécheresse), inondations, feux de forêts, mouvements de terrains et séisme (sismicité très faible). Il est également exposé à deux risques technologiques,  le transport de matières dangereuses et la rupture d'un barrage, et à un risque particulier : le risque de radon. Un site publié par le BRGM permet d'évaluer simplement et rapidement les risques d'un bien localisé soit par son adresse soit par le numéro de sa parcelle.

#### Risques naturels
Certaines parties du territoire communal sont susceptibles d’être affectées par le risque d’inondation par débordement de cours d'eau, notamment l'Aveyron, le Cérou, la Baye et la Seye. La cartographie des zones inondables en ex-Midi-Pyrénées réalisée dans le cadre du XIe Contrat de plan État-région, visant à informer les citoyens et les décideurs sur le risque d’inondation, est accessible sur le site de la DREAL Occitanie. La commune a été reconnue en état de catastrophe naturelle au titre des dommages causés par les inondations et coulées de boue survenues en 1982, 1999, 2003, 2006, 2014 et 2021,.
Varen est exposée au risque de feu de forêt du fait de la présence sur son territoire . Le département de Tarn-et-Garonne présentant toutefois globalement un niveau d’aléa moyen à faible très localisé, aucun Plan départemental de protection des forêts contre les risques d’incendie de forêt (PFCIF) n'a été élaboré. Le débroussaillement aux abords des maisons constitue l’une des meilleures protections pour les particuliers contre le feu,.

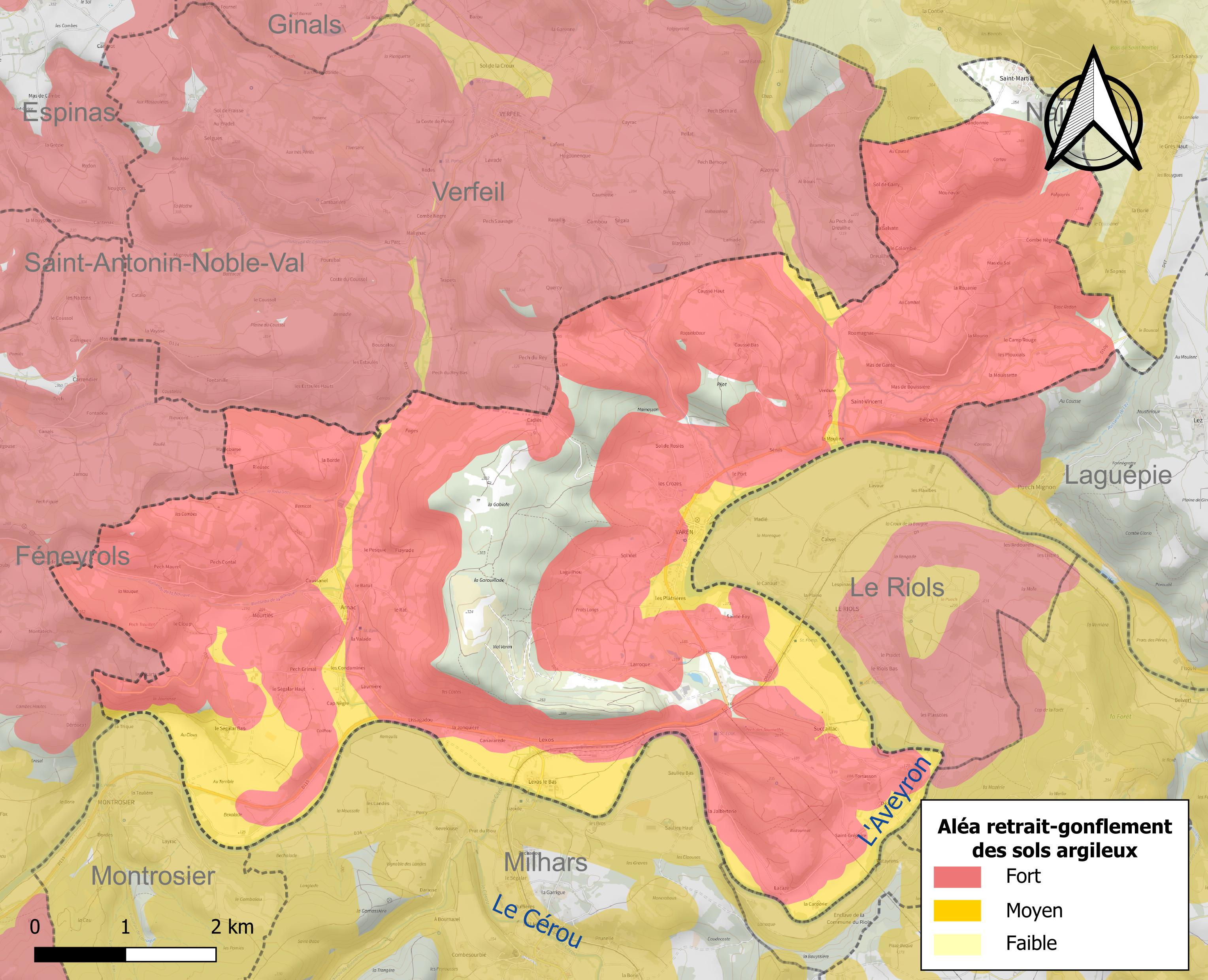
Carte des zones d'aléa retrait-gonflement des sols argileux de Varen.

Les mouvements de terrains susceptibles de se produire sur la commune sont des éboulements, chutes de pierres et de blocs et des tassements différentiels.
Le retrait-gonflement des sols argileux est susceptible d'engendrer des dommages importants aux bâtiments en cas d’alternance de périodes de sécheresse et de pluie. 86,7 % de la superficie communale est en aléa moyen ou fort (92 % au niveau départemental et 48,5 % au niveau national). Sur les 585 bâtiments dénombrés sur la commune en 2019, 561 sont en aléa moyen ou fort, soit 96 %, à comparer aux 96 % au niveau départemental et 54 % au niveau national. Une cartographie de l'exposition du territoire national au retrait gonflement des sols argileux est disponible sur le site du BRGM,.
Par ailleurs, afin de mieux appréhender le risque d’affaissement de terrain, l'inventaire national des cavités souterraines permet de localiser celles situées sur la commune.
Concernant les mouvements de terrains, la commune a été reconnue en état de catastrophe naturelle au titre des dommages causés par la sécheresse en 1989, 1991, 1998, 2002, 2003, 2005, 2010, 2011 et 2018 et par des mouvements de terrain en 1999.

#### Risques technologiques
Le risque de transport de matières dangereuses sur la commune est lié à sa traversée par des infrastructures routières ou ferroviaires importantes ou la présence d'une canalisation de transport d'hydrocarbures. Un accident se produisant sur de telles infrastructures est susceptible d’avoir des effets graves sur les biens, les personnes ou l'environnement, selon la nature du matériau transporté. Des dispositions d’urbanisme peuvent être préconisées en conséquence.
La commune est en outre située en aval des barrages de Pareloup, de Pont-de-Salars et de Saint-Géraud, des ouvrages de classe A disposant d'une retenue de respectivement 169, 21 et 15 millions de mètres cubes,,. À ce titre elle est susceptible d’être touchée par l’onde de submersion consécutive à la rupture d'un de ces ouvrages.

#### Risque particulier
Dans plusieurs parties du territoire national, le radon, accumulé dans certains logements ou autres locaux, peut constituer une source significative d’exposition de la population aux rayonnements ionisants. Certaines communes du département sont concernées par le risque radon à un niveau plus ou moins élevé. Selon la classification de 2018, la commune de Varen est classée en zone 3, à savoir zone à potentiel radon significatif.

## Histoire
Le doyenné de Varen fut fondé par le comte Géraud d'Aurillac (855-918) qui y passa lorsqu'il alla rencontrer le comte de Toulouse, rencontre qui eut lieu sur les bords de l'Aveyron.
Vers 972, Garsinde, comtesse de Toulouse, fait un legs au doyenné. En 1046, un moine portant la lettre annonçant la mort d'Oliba, abbé de N.D. de Ripoll et Saint Michel de Cuxa, passe par Santa Maria Varignensé. D'après cette lettre, le couvent détient le corps de saint Serge.
Vers 1050, l'espérance d'un grand pèlerinage justifie les vastes proportions de l'église Saint-Pierre obtenue par le voûtement d'un édifice antérieur (M. Duriat).
Vers 1350, les temps sont devenus moins sûrs (guerre de Cent Ans). L'abside va être démolie, le portail muré parce qu'ils constituent des points vulnérables.
La sécularisation du prieuré effective depuis 1510 devient officielle en 1561.
1573 : En réponse à la Saint Barthélemy (24 août 1572), les protestants de Saint-Antonin s'emparent de Varen pour quelques jours. 80 assaillants auraient été tués.
1581 : C'est au tour des protestants de Verfeil de venir se venger des exactions subies lors du passage des troupes royales en prenant possession de Varen pour plusieurs mois, avec pillages, incendies, dégradations. Lorsqu'ils furent enfin chassés, ils auraient perdu 137 des leurs, pendus tués ou noyés.
1621 : Louis XIII faisant le siège de Montauban et projetant de réduire Nègrepelisse et Saint-Antonin, on envisage à Varen d'éventuelles représailles et l'on renforce la porte de la rue « Del Fouré ». Cependant, le logement des troupes royales impose à la population des charges insupportables.
1758 : Effondrement et démolition de l'église Saint-Serge, percement dans le mur nord de l'église Saint-Pierre de la petite porte.
1793 : Les biens du chapitre sont vendus comme biens nationaux, l'église transformée en atelier national est dépavée pour le salpêtre réclamé par les armées luttant contre la première coalition.
1830 : Destruction et aménagement du Chœur des Chanoines.
1846 : Inscription de l'église au registre des monuments historiques.
1er septembre 1858 : Inauguration du « grand central » ligne de chemin de fer Rodez - Montauban qui désenclavait la région. La gare de Lexos aux dimensions colossales s'ouvrait sur trois directions : Paris via Capdenac, Toulouse et Montauban pour qui elle était le passage obligé avant la construction de la ligne Brive Cahors Montauban Toulouse.
La présence de la ligne allait permettre la transformation de l'usine à chaux en une cimenterie particulièrement florissante et sans cesse modernisée jusqu'à la fermeture brutale en 1994.
Dès lors, Varen accuse durement le coup de cette « délocalisation » et le site particulièrement attractif intéresse et attire de nombreux étrangers, Anglais et Néerlandais, qui viennent se fixer dans le village.

## Politique et administration
| Période                                  | Période  | Identité                    | Étiquette | Qualité                                |
| ---------------------------------------- | -------- | --------------------------- | --------- | -------------------------------------- |
| 1792                                     | 1795     | Antoine Archomel            |           |                                        |
| 1795                                     | 1798     | Jean-Pierre Parra           |           |                                        |
| 1798                                     | 1805     | Jean-Baptiste Testas        |           |                                        |
| 1805                                     | 1815     | Jean-Jacques Daudibertieres |           |                                        |
| 1815                                     | 1825     | Antoine François Blanc      |           |                                        |
| 1825                                     | 1826     | Bernard Pijon               |           |                                        |
| 1826                                     | 1852     | Pierre Jean Louis Dezes     |           |                                        |
| 1852                                     | 1888     | Auguste Dezes               |           |                                        |
| 1888                                     | 1919     | François Dezes              |           |                                        |
| 1919                                     | 1927     | Albert Rieunier             |           |                                        |
| 1927                                     | 1929     | Camille Roux                |           |                                        |
| 1929                                     | 1938     | Paul Debrieu                |           |                                        |
| 1938                                     | 1947     | Léon Poux                   |           |                                        |
| 1947                                     | 1953     | Félix Michel                |           |                                        |
| 1953                                     | 1965     | Valentin Escaffre           |           |                                        |
| 1965                                     | 1971     | Onésiph Cadilhac            |           |                                        |
| 1971                                     | 1977     | Pierre Marty                |           |                                        |
| 1977                                     | 1983     | Roger Raynal                | PCF       |                                        |
| 1983                                     | 1989     | Félix Villaret              |           |                                        |
| mars 1989                                | mai 2020 | André Massat                | PS        | Président de la Communauté de communes |
| mai 2020                                 | En cours | Pierre Hébrard              |           |                                        |
| Les données manquantes sont à compléter. |          |                             |           |                                        |

## Économie

### Revenus
En 2018, la commune compte 326 ménages fiscaux, regroupant 639 personnes. La médiane du revenu disponible par unité de consommation est de 17 600 € (20 140 € dans le département).

### Emploi
|                | 2008  | 2013   | 2018   |
| -------------- | ----- | ------ | ------ |
| Commune        | 8,9 % | 8,8 %  | 13,3 % |
| Département    | 8,4 % | 10,2 % | 10,3 % |
| France entière | 8,3 % | 10 %   | 10 %   |

En 2018, la population âgée de 15 à 64 ans s'élève à 323 personnes, parmi lesquelles on compte 67,8 % d'actifs (54,5 % ayant un emploi et 13,3 % de chômeurs) et 32,2 % d'inactifs,. Depuis 2008, le taux de chômage communal (au sens du recensement) des 15-64 ans est supérieur à celui de la France et du département.
La commune est hors attraction des villes,. Elle compte 139 emplois en 2018, contre 122 en 2013 et 180 en 2008. Le nombre d'actifs ayant un emploi résidant dans la commune est de 178, soit un indicateur de concentration d'emploi de 78 % et un taux d'activité parmi les 15 ans ou plus de 38,4 %.
Sur ces 178 actifs de 15 ans ou plus ayant un emploi, 79 travaillent dans la commune, soit 45 % des habitants. Pour se rendre au travail, 79,7 % des habitants utilisent un véhicule personnel ou de fonction à quatre roues, 5,1 % les transports en commun, 5,1 % s'y rendent en deux-roues, à vélo ou à pied et 10,2 % n'ont pas besoin de transport (travail au domicile).

### Activités hors agriculture

#### Secteurs d'activités
68 établissements sont implantés  à Varen au 31 décembre 2019. Le tableau ci-dessous en détaille le nombre par secteur d'activité et compare les ratios avec ceux du département,.
| Secteur d'activité                                                                                        | Commune | Commune | Département |
| Secteur d'activité                                                                                        | Nombre  | %       | %           |
| --- | ------- | ------- | ----------- |
| Ensemble                                                                                                  | 68      | 100 %   | (100 %)     |
| Industrie manufacturière, industries extractives et autres                                                | 12      | 17,6 %  | (9,6 %)     |
| Construction                                                                                              | 7       | 10,3 %  | (14,9 %)    |
| Commerce de gros et de détail, transports, hébergement et restauration                                    | 19      | 27,9 %  | (29,7 %)    |
| Information et communication                                                                              | 4       | 5,9 %   | (1,9 %)     |
| Activités financières et d'assurance                                                                      | 1       | 1,5 %   | (3,4 %)     |
| Activités immobilières                                                                                    | 1       | 1,5 %   | (3,3 %)     |
| Activités spécialisées, scientifiques et techniques et activités de services administratifs et de soutien | 5       | 7,4 %   | (14,1 %)    |
| Administration publique, enseignement, santé humaine et action sociale                                    | 14      | 20,6 %  | (13,6 %)    |
| Autres activités de services                                                                              | 5       | 7,4 %   | (9,3 %)     |

Le secteur du commerce de gros et de détail, des transports, de l'hébergement et de la restauration est prépondérant sur la commune puisqu'il représente 27,9 % du nombre total d'établissements de la commune (19 sur les 68 entreprises implantées  à Varen), contre 29,7 % au niveau départemental.

#### Entreprises et commerces
Les trois entreprises ayant leur siège social sur le territoire communal qui génèrent le plus de chiffre d'affaires en 2020 sont : 
- Le Bar Des Sports, commerce d'alimentation générale (89 k€)
- Quercy Renovation, travaux d'installation électrique dans tous locaux (88 k€)
- Rodrigues Jerome, travaux d'installation d'eau et de gaz en tous locaux (64 k€)

### Agriculture
La commune est dans les Causses du Quercy, une petite région agricole située dans l'est du département de Tarn-et-Garonne. En 2020, l'orientation technico-économique de l'agriculture  sur la commune est l'élevage bovin, orientation mixte lait et viande. 
|               | 1988 | 2000 | 2010 | 2020 |
| ------------- | ---- | ---- | ---- | ---- |
| Exploitations | 42   | 26   | 16   | 14   |
| SAU (ha)      | 931  | 781  | 702  | 726  |

Le nombre d'exploitations agricoles en activité et ayant leur siège dans la commune est passé de 42 lors du recensement agricole de 1988  à 26 en 2000 puis à 16 en 2010 et enfin à 14 en 2020, soit une baisse de 67 % en 32 ans. Le même mouvement est observé à l'échelle du département qui a perdu pendant cette période 57 % de ses exploitations,. La surface agricole utilisée sur la commune a également diminué, passant de 931 ha en 1988 à 726 ha en 2020. Parallèlement la surface agricole utilisée moyenne par exploitation a augmenté, passant de 22 à 52 ha.

## Démographie
L'évolution du nombre d'habitants est connue à travers les recensements de la population effectués dans la commune depuis 1793. Pour les communes de moins de 10 000 habitants, une enquête de recensement portant sur toute la population est réalisée tous les cinq ans, les populations de référence des années intermédiaires étant quant à elles estimées par interpolation ou extrapolation. Pour la commune, le premier recensement exhaustif entrant dans le cadre du nouveau dispositif a été réalisé en 2005.

En 2022, la commune comptait 646 habitants, en évolution de −1,37 % par rapport à 2016 (Tarn-et-Garonne : +3,12 %, France hors Mayotte : +2,11 %).
| 1793 | 1800 | 1806  | 1821  | 1831  | 1836  | 1841  | 1846  | 1851  |
| ---- | ---- | ----- | ----- | ----- | ----- | ----- | ----- | ----- |
| 552  | 528  | 1 596 | 1 863 | 1 899 | 1 813 | 1 796 | 1 779 | 1 794 |

| 1856  | 1861  | 1866  | 1872  | 1876  | 1881  | 1886  | 1891  | 1896  |
| ----- | ----- | ----- | ----- | ----- | ----- | ----- | ----- | ----- |
| 1 816 | 1 913 | 1 847 | 1 799 | 1 812 | 1 796 | 1 817 | 1 660 | 1 583 |

| 1901  | 1906  | 1911  | 1921  | 1926  | 1931  | 1936  | 1946  | 1954  |
| ----- | ----- | ----- | ----- | ----- | ----- | ----- | ----- | ----- |
| 1 375 | 1 302 | 1 303 | 1 151 | 1 176 | 1 279 | 1 204 | 1 069 | 1 127 |

| 1962  | 1968  | 1975 | 1982 | 1990 | 1999 | 2005 | 2006 | 2010 |
| ----- | ----- | ---- | ---- | ---- | ---- | ---- | ---- | ---- |
| 1 182 | 1 118 | 998  | 909  | 870  | 748  | 731  | 730  | 674  |

| 2015 | 2020 | 2022 | - | - | - | - | - | - |
| ---- | ---- | ---- | - | - | - | - | - | - |
| 656  | 654  | 646  | - | - | - | - | - | - |

## Culture locale et patrimoine

### Lieux et monuments
La commune bénéficie d'un patrimoine architectural de grande qualité :
- Gare de Lexos, inscrite au titre des monuments historiques[52] ;
- Église Saint-Pierre, de style roman du XIe siècle ; elle faisait partie du système défensif de la ville, sa façade servant de mur d'enceinte. L'édifice a été classé au titre des monuments historiques en 1846[53] ;
- Église Saint-Étienne de Lexos ;
- Église Saint-Grégoire de Saint-Grégoire. L'édifice est référencé dans la base Mérimée et à l'Inventaire général Région Occitanie[54]. De nombreux objets sont référencés dans la base Palissy (voir les notices liées)[54] ;
- Église Saint-Martial de Varen. L'édifice est référencé dans la base Mérimée et à l'Inventaire général Région Occitanie[55]. Plusieurs objets sont référencés dans la base Palissy (voir les notices liées)[55].
- Église Saint-Martin d'Arnac ;
- Église Saint-Vincent de Saint-Vincent ;
- Doyenné du XIe ;
- Porte fortifiée, classée au titre des monuments historiques en 1925 ;
- Château de Belpech ;
- Maisons à colombages ;
- Château de Pechrodil.

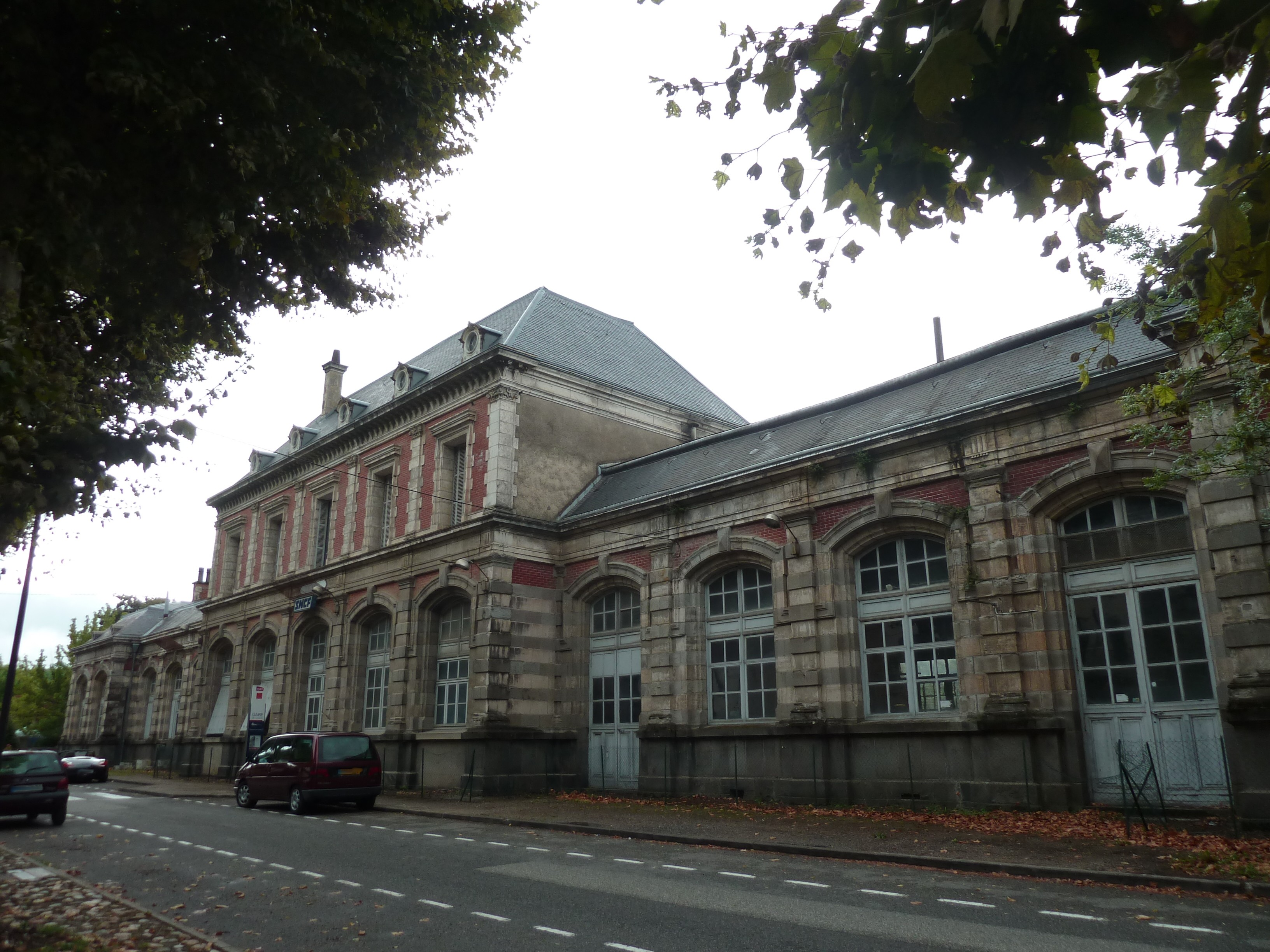
Gare de Lexos.
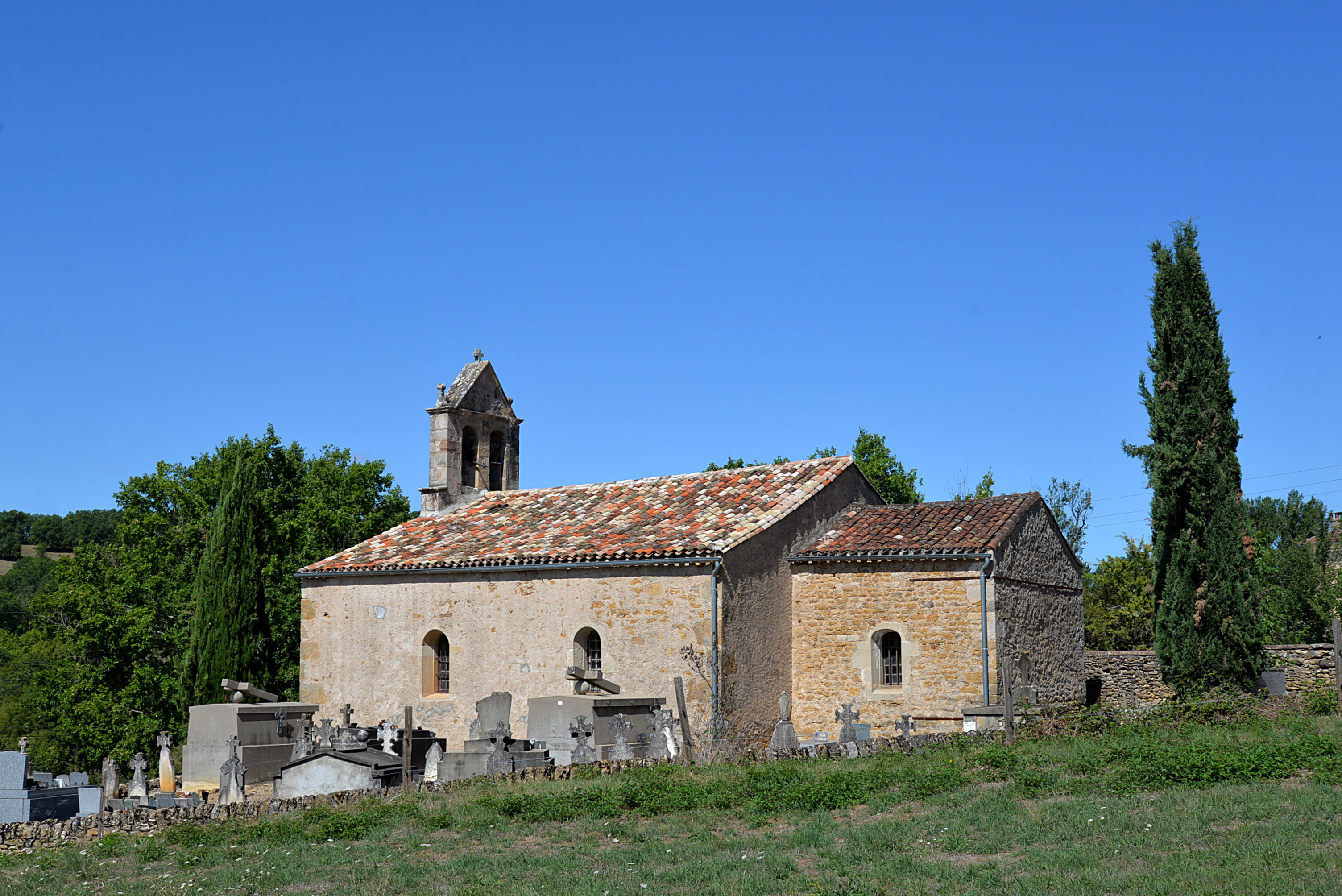
L’église Saint-Vincent.
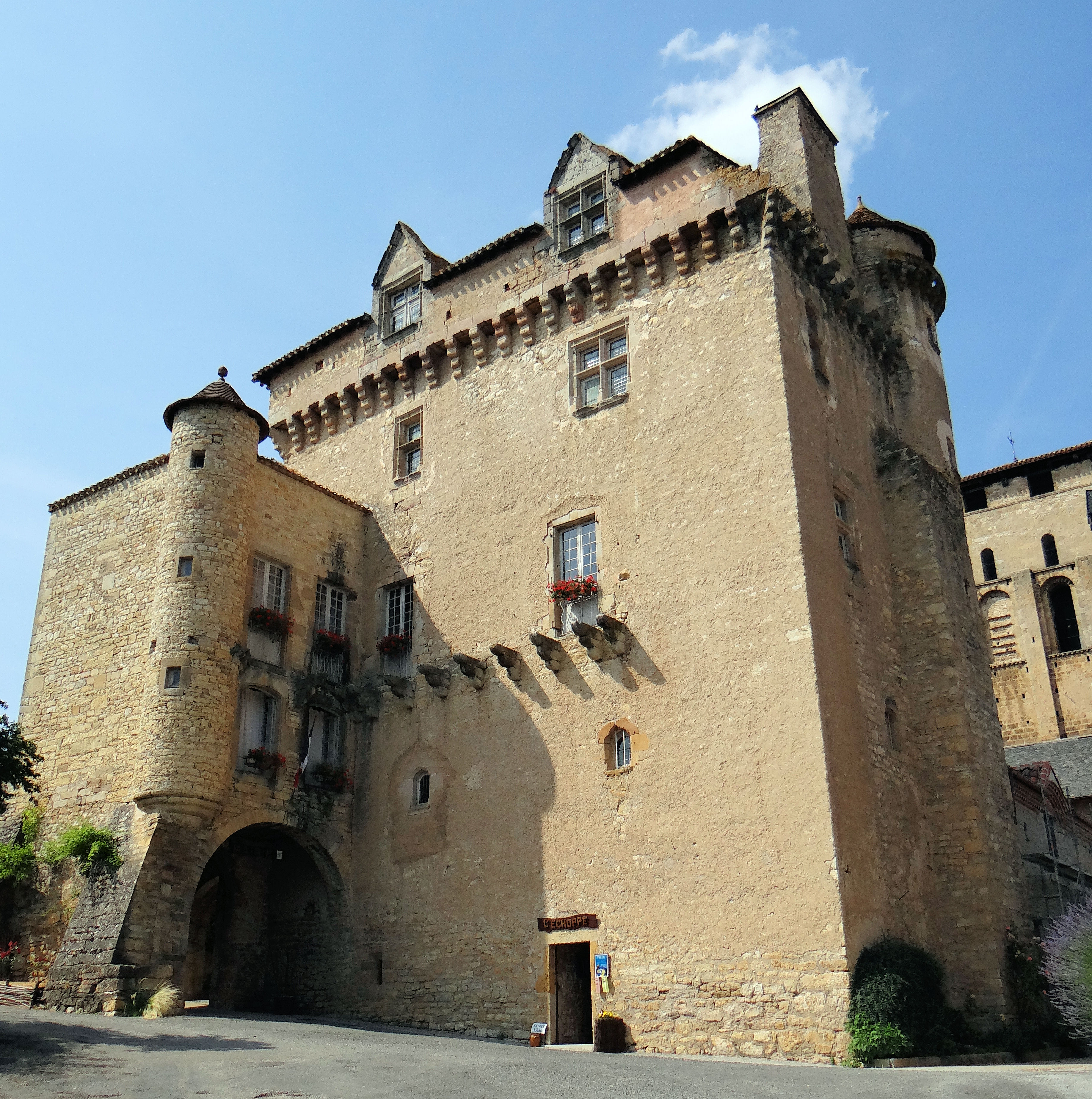
Doyenné du XIe.

### Personnalités liées à la commune
- Jean-Jacques-Joseph Daudibutieres, maire de Varen (en fonction en 1809).
- Léon Poux, maire de Varen (1881-1972 ?).
- Jean-Jacques-Joseph Daudibertières (1756-1841) habitait près du moulin de Varen, maire de Varen de 1809 à 1815.

### Héraldique
| Blason de Varen | Blason  | D'argent à trois fasces de sinople, au lion d'or brochant. |
| Blason de Varen | Détails | Le statut officiel du blason reste à déterminer.           |

## Pour approfondir